# This Is What You Came For
This Is What You Came For – piosenka i wspólny singel szkockiego producenta muzycznego Calvina Harrisa i barbadoskiej piosenkarski Rihanny, który ukazał się 29 kwietnia 2016 pod szyldem Westbury Road / Columbia Records.

## Certyfikat
| Kraj                  | Certyfikat          | Sprzedaż  |
| --------------------- | ------------------- | --------- |
| Polska (ZPAV)         | 2x diamentowa płyta | 200 000+  |
| Wielka Brytania (BPI) | 2x platynowa płyta  | 1 467 000 |